# Ecuación de Cauchy

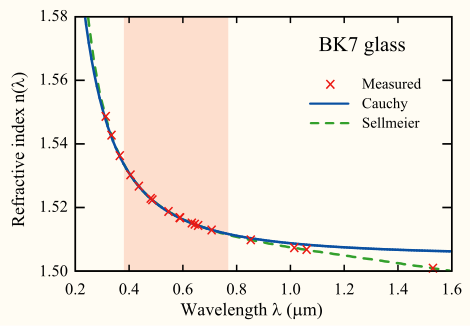
Índice de refracción vs. longitud de onda para vidrio BK7. Las cruces rojas muestran valores medidos. Sobre la región visible (sombreado rojo), la ecuación de Cauchy (línea azul) concuerda bien con los índices de refracción medidos y la ecuación de Sellmeier (línea discontinua verde). Se desvía en las regiones ultravioleta e infrarroja.

La ecuación de Cauchy es una relación empírica entre el índice de refracción y la longitud de onda de la luz para un material transparente particular. Lleva el nombre del matemático Augustin Louis Cauchy, quien la definió en 1836.

## La ecuación
La forma más general de la ecuación de Cauchy es:
| Símbolo                       | Nombre               |
| ----------------------------- | -------------------- |
| {\displaystyle n}             | Índice de refracción |
| {\displaystyle \lambda }      | Longitud de onda     |
| {\displaystyle A,B,C,\cdots } | Coeficientes         |

{\displaystyle A,B,C,\cdots }, son coeficientes que se pueden determinar para un material ajustando la ecuación a los índices de refracción medidos en longitudes de onda conocidas. Los coeficientes generalmente se citan para λ como la longitud de onda en el vacío en micrómetros.
En general, es suficiente usar una forma de dos términos de la ecuación:
{\displaystyle n(\lambda )=B+{\frac {C}{\lambda ^{2}}},}
donde los coeficientes B y C se determinan específicamente para esta forma de la ecuación.

## Coeficientes
A continuación se muestra una tabla de coeficientes para materiales ópticos comunes:)
| Material                    | B      | C (μm²) |
| Vidrio de cuarzo            | 1.4580 | 0.00354 |
| Vidrio de borosilicato BK7  | 1.5046 | 0.00420 |
| Vidrio crown duro K5        | 1.5220 | 0.00459 |
| Vidrio crown de bario BaK4  | 1.5690 | 0.00531 |
| Vidrio flint de bario BaF10 | 1.6700 | 0.00743 |
| Vidrio flint denso SF10     | 1.7280 | 0.01342 |

## Validez
Posteriormente, la teoría de la interacción luz-materia en la que se basa esta ecuación de Cauchy se vio que era incorrecta. En particular, la ecuación sólo es válida para las regiones de dispersión normal en la región de longitud de onda visible. En el infrarrojo, la ecuación no es válida, y no se puede representar regiones de dispersión anómala. Sin embargo, su simplicidad matemática la hace útil en algunas aplicaciones.
La ecuación de Sellmeier es un desarrollo posterior de la ecuación de Cauchy que se encarga de las regiones anormalmente dispersas, y modelos con mayor precisión de índice de refracción de un material a través de la radiación ultravioleta, visible e infrarroja del espectro.